# Hromovec (podcelek)
Hromovec je geomorfologický podcelek Spišsko-šarišského medzihoria. Nejvyšší vrcholem podcelku je stejnojmenná hora Hromovec dosahující nadmořské výšky 895  m n. m.

## Vymezení
Přestože Spišsko-šarišské medzihorie má velmi úzký a protáhlý tvar, podcelek Hromovec ohraničují pouze podcelky tohoto krajinného celku. Na severovýchodě leží Lubotínská pahorkatina, severním směrem na krátkém úseku sousedí Ľubovňanská kotlina. Na severozápadě je Jakubianská brázda a jižní okraj klesá do Šarišského podolia. 

## Vybrané vrcholy
- Hromovec (895 m n. m. ) - nejvyšší vrch podcelku i Spišsko-šarišského medzihoria
- Vysoká (842 m n. m.)
- Kňazová (824 m n. m.)

## Doprava
V jižní části Hromovca vytváří Beskydský potok průlom, kterým vedou hlavní dopravní komunikace. Z města Stará Ľubovňa do Prešova vede silnice I / 68 a do Plavče vede i železniční trať Košice - Muszyna .

## Turismus
Horské pásmo, obklopené kotlinami nabízí středně náročnou turistiku a v jeho jižní polovině se nachází několik značených turistických stezek. V jeho severní části leží rekreačně lázeňská osada Ľubovňanské kúpele. 